# Reserva Extrativista Riozinho da Liberdade
A Reserva Extrativista Riozinho da Liberdade é uma unidade de conservação federal do Brasil categorizada como reserva extrativista e criada por decreto presidencial em 17 de fevereiro de 2005, numa área de 325.026 hectares. 
Está localizada em área dos municípios de Cruzeiro do Sul, Marechal Thaumaturgo, Porto Walter e Tarauacá, no estado do Acre, e Ipixuna, no estado do Amazonas.